# L'Année de l'éveil (roman)
 (janvier 2022).
Si vous disposez d'ouvrages ou d'articles de référence ou si vous connaissez des sites web de qualité traitant du thème abordé ici, merci de compléter l'article en donnant les références utiles à sa vérifiabilité et en les liant à la section « Notes et références ».
Pour les articles homonymes, voir L'Année de l'éveil.

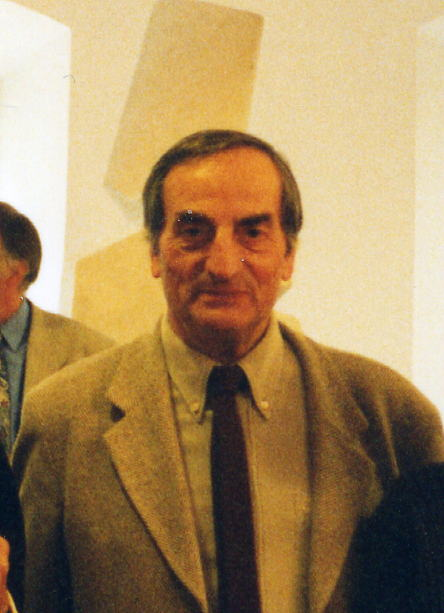
L'auteur Charles Juliet en 1999.

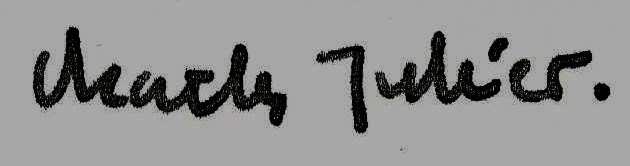
Signature de Charles Juliet.

L'Année de l'éveil est un roman autobiographique de Charles Juliet relatant son expérience au Lycée militaire d'Aix-en-Provence. Le livre fut édité en 1989 aux éditions P.O.L. et réédité ensuite aux éditions J'ai lu en 2002, puis aux éditions Gallimard dans la collection Folio en 2006. Il a été adapté au cinéma en 1991 sous le même titre, L'Année de l'éveil.

## Présentation
Un jeune paysan qui n'avait jamais quitté son village se retrouve un jour enfant de troupe. Dans ce récit, l'auteur décrit ses débuts de jeune militaire, qui lui feront découvrir le monde "adulte". Ce bouleversement lui fera quitter le monde de l'enfance pour entrer dans la réalité de la "vraie vie". La dureté de la condition de vie de régiment l'amènera à rechercher à la fois l'admiration pour son chef, la reconnaissance pour son professeur de français, Monsieur Pierre Laurent, le défoulement à travers la boxe et enfin l'affection avec la découverte de l'amour pour Léna, la femme de son propre chef. Cette relation amoureuse lui permettra de surmonter la faim, le froid et les brimades que les gradés font subir aux bleus. Révolté, il sera jeté au cachot puis renvoyé de l'école militaire et enfin réintégré. Il sera envoyé en Indochine lors de la Guerre d'Indochine. Tout en gardant la nostalgie de son village, de sa vie d'avant au milieu du monde rural, ce roman relate le passage à l'âge de l'adolescence, avec ses révoltes et sa détresse, entre espoir et nostalgie.
En 1991, le réalisateur Gérard Corbiau a sorti un film inspiré de ce roman, L'Année de l'éveil, avec Grégoire Colin dans le rôle de François (Charles Juliet dénommé ainsi dans le film), Chiara Caselli dans celui de Lena et Claude Duneton dans la fonction de professeur de français, Pierre Laurent. Charles Juliet garde une grande estime à cet homme, né en 1919 à Lagnes dans le Vaucluse et mort le 1er février 2012. Pierre Laurent était professeur de français, résistant et décoré de la légion d'honneur.

## Adaptation cinématographique
Le roman a été adapté au cinéma en 1991, sous le même titre, L'Année de l'éveil.